# Mistrovství Evropy týmů v judu
Mistrovství Evropy týmů je původní judistická soutěž, ve které se utkávají dvě skupiny judistů v počtu pěti (čtyř až osmi) na obou stranách.
Soutěže týmů mají dlouhou tradici, která sahá do starého Japonska, kdy se původně utkávaly školy jiu-jitsu a později juda mezi sebou. Vítězná škola si tímto způsobem udržovala prestiž. Původně mezi sebou soupeřili judisté podle výkonnostních stupňů tj. 4. dan z jednoho týmu nastoupil proti 4. danu z druhého týmu apod. Se zavedením váhových kategorií zápasí judisté ze stejné váhové kategorie. Soutěže týmu mají dobrou atmosféru a mezi judisty se těší oblibě. Největší popularitu prožívaly soutěže týmů v padesátých a šedesátých letech. Později v sedmdesátých letech s individuálním zaměřením judistů zájem upadal a soutěže týmů se pořádaly v jiné datum než samotný turnaj mistrovství Evropy. Tím nastal mediální úpadek o tyto soutěže, který se projevil v devadesátých letech a v prvních letech nového tisíciletí. Nejlepší týmy nestavěly své největší hvězdy, dokonce se některých ročníků vůbec neúčastnily. Změna nastala od roku 2010, kdy se sotěže týmů opět pořádají v rámci hlavního turnaje mistrovství Evropy.

## Mistři Evropy v týmech

### Muži
| Rok  | Místo                          | Datum             | Zlato                                      | Stříbro                                    | Bronz                                      | Poznámky                                                  |
| ---- | ------------------------------ | ----------------- | ------------------------------------------ | ------------------------------------------ | ------------------------------------------ | --------------------------------------------------------- |
| 1951 | Paříž, Francie                 | 7. prosinec 1951  | Francie                                    | Spojené království                         | Německo Belgie                             | —                                                         |
| 1952 | Paříž, Francie                 | 11. prosinec 1952 | Francie                                    | Rakousko                                   | Nizozemsko Belgie                          | —                                                         |
| 1953 | Londýn, Spojené království     | 30. říjen 1953    | Nizozemsko                                 | Francie                                    | Spojené království Itálie                  | —                                                         |
| 1954 | Brusel, Belgie                 | 11. prosinec 1954 | Francie                                    | Nizozemsko                                 | Spojené království Československo          | —                                                         |
| 1955 | Paříž, Francie                 | 4. prosinec 1955  | Francie                                    | Spojené království                         | Nizozemsko Rakousko                        | —                                                         |
| 1957 | Rotterdam, Nizozemsko          | 10. květen 1957   | Spojené království                         | Nizozemsko                                 | Belgie Španělsko                           | —                                                         |
| 1958 | Barcelona, Španělsko           | 11. květen 1958   | Spojené království                         | Nizozemsko                                 | Německo Itálie                             | —                                                         |
| 1959 | Vídeň, Rakousko                | 9. květen 1959    | Spojené království                         | Nizozemsko                                 | Francie Itálie                             | —                                                         |
| 1960 | Amsterdam, Nizozemsko          | 15. květen 1960   | Nizozemsko                                 | Francie                                    | Rakousko Belgie                            | —                                                         |
| 1961 | Milan, Itálie                  | 13. květen 1961   | Nizozemsko                                 | Francie                                    | Spojené království Itálie                  | —                                                         |
| 1962 | Essen, Německo                 | 12. květen 1962   | Francie                                    | Nizozemsko                                 | Sovětský svaz Itálie                       | —                                                         |
| 1963 | Ženeva, Švýcarsko              | 11. květen 1963   | Sovětský svaz                              | Německo                                    | Belgie Francie                             | —                                                         |
| 1964 | Berlín, Východní Německo       | 26. duben 1964    | Sovětský svaz                              | Nizozemsko                                 | NDR Francie                                | —                                                         |
| 1965 | Madrid, Španělsko              | 13. duben 1965    | Sovětský svaz                              | Nizozemsko                                 | NDR Francie                                | —                                                         |
| 1966 | Lucemburk, Lucembursko         | 7. květen 1966    | Sovětský svaz                              | Francie                                    | NDR Nizozemsko                             | —                                                         |
| 1967 | Řím, Itálie                    | 11. květen 1967   | Německo                                    | Francie                                    | Sovětský svaz Nizozemsko                   | —                                                         |
| 1968 | Lausanne, Švýcarsko            | 17. květen 1968   | Francie                                    | Sovětský svaz                              | Německo Nizozemsko                         | —                                                         |
| 1969 | Ostende, Belgie                | 15. květen 1969   | Německo                                    | Nizozemsko                                 | Francie Sovětský svaz                      | —                                                         |
| 1970 | Berlín, Východní Německo       | 24. květen 1970   | Sovětský svaz                              | Nizozemsko                                 | Francie Rakousko                           | —                                                         |
| 1971 | Göteborg, Švédsko              | 20. květen 1971   | Spojené království                         | Nizozemsko                                 | Sovětský svaz Francie                      | —                                                         |
| 1972 | Haag, Nizozemsko               | 14. květen 1972   | Sovětský svaz                              | Francie                                    | Spojené království Nizozemsko              | —                                                         |
| 1973 | Madrid, Španělsko              | 13. květen 1973   | Sovětský svaz                              | Francie                                    | Spojené království Německo                 | —                                                         |
| 1974 | Londýn, Spojené království     | 5. květen 1974    | Sovětský svaz                              | Spojené království                         | NDR Německo                                | —                                                         |
| 1975 | Lyon                           | 11. květen 1975   | Sovětský svaz                              | Francie                                    | Jugoslávie Polsko                          | —                                                         |
| 1976 | Kyjev, Sovětský svaz           | 9. květen 1976    | Francie                                    | Sovětský svaz                              | NDR Spojené království                     | —                                                         |
| 1977 | Ludwigshafen                   | 15. květen 1977   | Sovětský svaz                              | Francie                                    | NDR Rumunsko                               | —                                                         |
| 1978 | Paříž, Francie                 | 22. říjen 1978    | Francie                                    | Sovětský svaz                              | Německo                                    | poprvé mimo hlavní turnaj mistrovství Evropy              |
| 1979 | Brescia, Itálie                | 20. říjen 1979    | Sovětský svaz                              | Francie                                    | Německo Itálie                             | —                                                         |
| 1980 | Haag, Nizozemsko               | 25. říjen 1980    | Francie                                    | Sovětský svaz                              | Německo Nizozemsko                         | —                                                         |
| 1981 | ?                              | 1981              | turnaj zrušen pro nedostatečnou účast týmů | turnaj zrušen pro nedostatečnou účast týmů | turnaj zrušen pro nedostatečnou účast týmů | turnaj zrušen pro nedostatečnou účast týmů                |
| 1982 | Milán, Itálie                  | 3. říjen 1982     | Francie                                    | Sovětský svaz                              | Německo Nizozemsko                         | —                                                         |
| 1983 | ?                              | 1983              | turnaj zrušen pro nedostatečnou účast týmů | turnaj zrušen pro nedostatečnou účast týmů | turnaj zrušen pro nedostatečnou účast týmů | turnaj zrušen pro nedostatečnou účast týmů                |
| 1984 | Paříž, Francie                 | 28. říjen 1984    | Francie                                    | Sovětský svaz                              | Československo Spojené království          | —                                                         |
| 1985 | Brusel, Belgie                 | 10. listopad 1985 | Sovětský svaz                              | Francie                                    | Nizozemsko Spojené království              | —                                                         |
| 1986 | Bělehrad, Jugoslávie           | 5. listopad 1986  | Francie                                    | Rakousko                                   | Jugoslávie Německo                         | —                                                         |
| 1987 | Paříž, Francie                 | 11. říjen 1987    | Sovětský svaz                              | Francie                                    | Švýcarsko Spojené království               | —                                                         |
| 1988 | Visé, Belgie                   | 31. říjen 1988    | Francie                                    | Německo                                    | Belgie Spojené království                  | —                                                         |
| 1989 | Vídeň, Rakousko                | 29. říjen 1989    | Sovětský svaz                              | Francie                                    | NDR Spojené království                     | —                                                         |
| 1990 | Dubrovnik, Jugoslávie          | 28. říjen 1990    | Sovětský svaz                              | Francie                                    | Nizozemsko Spojené království              | —                                                         |
| 1991 | 's-Hertogenbosch, Nizozemsko   | 27. říjen 1991    | Sovětský svaz                              | Francie                                    | Nizozemsko Belgie                          | —                                                         |
| 1992 | Leonding, Rakousko             | 25. říjen 1992    | Francie                                    | Německo                                    | SNS Spojené království                     | —                                                         |
| 1993 | Frankfurt nad Mohanem, Německo | 24. říjen 1993    | Francie                                    | Německo                                    | Turecko Rusko                              | —                                                         |
| 1994 | Haag, Nizozemsko               | 23. říjen 1994    | Německo                                    | Bělorusko                                  | Francie Polsko                             | —                                                         |
| 1995 | Trnava, Slovensko              | 14. říjen 1995    | Německo                                    | Rusko                                      | Francie Spojené království                 | —                                                         |
| 1996 | Petrohrad, Rusko               | 20. říjen 1996    | Francie                                    | Německo                                    | Gruzie Rusko                               | —                                                         |
| 1997 | Řím, Itálie                    | 25. říjen 1997    | Nizozemsko                                 | Francie                                    | Itálie Rusko                               | —                                                         |
| 1998 | Villach, Rakousko              | 18. říjen 1998    | Nizozemsko                                 | Španělsko                                  | Německo Itálie                             | —                                                         |
| 1999 | Istanbul, Turecko              | 24. říjen 1999    | Rusko                                      | Spojené království                         | Nizozemsko Itálie                          | —                                                         |
| 2000 | Aalst, Belgie                  | 19. listopad 2000 | Francie                                    | Spojené království                         | Německo Belgie                             | —                                                         |
| 2001 | Madrid, Španělsko              | 16. prosinec 2001 | Itálie                                     | Portugalsko                                | Španělsko                                  | —                                                         |
| 2002 | Maribor, Slovinsko             | 20. květen 2002   | Gruzie                                     | Bělorusko                                  | Francie Rusko                              | —                                                         |
| 2003 | Londýn, Spojené království     | 6. prosinec 2003  | Gruzie                                     | Španělsko                                  | Ukrajina                                   | —                                                         |
| 2004 | Paříž, Francie                 | 24. říjen 2004    | Francie                                    | Španělsko                                  | Turecko                                    | —                                                         |
| 2005 | Debrecín, Maďarsko             | 22. říjen 2005    | Izrael                                     | Maďarsko                                   | Rusko                                      | —                                                         |
| 2006 | Bělehrad, Srbsko               | 28. říjen 2006    | Rusko                                      | Francie                                    | Bělorusko Gruzie                           | —                                                         |
| 2007 | Minsk, Bělorusko               | 27. říjen 2007    | Gruzie                                     | Francie                                    | Bělorusko Rusko                            | —                                                         |
| 2008 | Moskva, Rusko                  | 25. květen 2008   | Rusko                                      | Mongolsko                                  | Ukrajina Gruzie                            | v soutěži startovaly i neevropské týmy (Open)             |
| 2009 | Miskolc, Maďarsko              | 3. říjen 2009     | Maďarsko                                   | Rusko                                      | Francie                                    | —                                                         |
| 2010 | Vídeň, Rakousko                | 25. duben 2010    | Gruzie                                     | Francie                                    | Rumunsko Rusko                             | od roku 2010 součástí hlavního turnaje mistrovství Evropy |
| 2011 | Istanbul, Turecko              | 24. duben 2011    | Ukrajina                                   | Francie                                    | Německo Gruzie                             | —                                                         |
| 2012 | Čeljabinsk, Rusko              | 29. duben 2012    | Gruzie                                     | Rusko                                      | Ukrajina Polsko                            | —                                                         |
| 2013 | Budapešť, Maďarsko             | 28. duben 2013    | Gruzie                                     | Rusko                                      | Ukrajina Německo                           | —                                                         |
| 2014 | Montpellier, Francie           | 27. duben 2014    | Gruzie                                     | Rusko                                      | Německo Francie                            | —                                                         |
| 2015 | Baku, Ázerbájdžán              | 28. červen 2015   | Francie                                    | Gruzie                                     | Ukrajina Rusko                             | součást I. Evropských her                                 |
| 2016 | Kazaň, Rusko                   | 24. duben 2016    | Gruzie                                     | Rusko                                      | Polsko Ázerbájdžán                         | —                                                         |
| 2017 | Varšava, Polsko                | 23. duben 2017    | Gruzie                                     | Rusko                                      | Maďarsko Ukrajina                          | —                                                         |

### Ženy
| Rok  | Místo                          | Datum             | Zlato              | Stříbro            | Bronz                  | Poznámky                                                  |
| ---- | ------------------------------ | ----------------- | ------------------ | ------------------ | ---------------------- | --------------------------------------------------------- |
| 1985 | Brusel, Belgie                 | 10. listopad 1985 | Francie            | Německo            | Nizozemsko             | -                                                         |
| 1986 | Bělehrad, Jugoslávie           | 5. listopad 1986  | Francie            | Rakousko           |                        | -                                                         |
| 1987 | Paříž, Francie                 | 11. říjen 1987    | Francie            | Spojené království | Německo                | -                                                         |
| 1988 | Visé, Belgie                   | 31. říjen 1988    | Spojené království | Belgie             | Francie Nizozemsko     | -                                                         |
| 1989 | Vídeň, Rakousko                | 29. říjen 1989    | Francie            | Spojené království | Rakousko               | -                                                         |
| 1990 | Dubrovnik, Jugoslávie          | 28. říjen 1990    | Spojené království | Francie            | Nizozemsko Itálie      | -                                                         |
| 1991 | 's-Hertogenbosch, Nizozemsko   | 27. říjen 1991    | Francie            | Spojené království | Nizozemsko Německo     | -                                                         |
| 1992 | Leonding, Rakousko             | 25. říjen 1992    | Francie            | Nizozemsko         | SNS Spojené království | -                                                         |
| 1993 | Frankfurt nad Mohanem, Německo | 24. říjen 1993    | Francie            | Nizozemsko         | Německo Česko          | -                                                         |
| 1994 | Haag, Nizozemsko               | 23. říjen 1994    | Nizozemsko         | Francie            | Belgie Polsko          | -                                                         |
| 1995 | Trnava, Slovensko              | 14. říjen 1995    | Spojené království | Polsko             | Německo Nizozemsko     | -                                                         |
| 1996 | Petrohrad, Rusko               | 20. říjen 1996    | Francie            | Polsko             | Nizozemsko Rusko       | -                                                         |
| 1997 | Řím, Itálie                    | 25. říjen 1997    | Francie            | Belgie             | Itálie Španělsko       | -                                                         |
| 1998 | Villach, Rakousko              | 18. říjen 1998    | Francie            | Německo            | Itálie Španělsko       | -                                                         |
| 1999 | Istanbul, Turecko              | 24. říjen 1999    | Belgie             | Španělsko          | Rusko Itálie           | -                                                         |
| 2000 | Aalst, Belgie                  | 19. listopad 2000 | Francie            | Rumunsko           | Nizozemsko Belgie      | -                                                         |
| 2001 | Madrid, Španělsko              | 16. prosinec 2001 | Belgie             | Španělsko          | Itálie                 | -                                                         |
| 2002 | Maribor, Slovinsko             | 20. květen 2002   | Francie            | Spojené království | Nizozemsko Rusko       | -                                                         |
| 2003 | Oradea, Rumunsko               | 25. říjen 2003    | Francie            | Spojené království | Německo                | -                                                         |
| 2004 | Paříž, Francie                 | 24. říjen 2004    | Francie            | Spojené království | Španělsko              | -                                                         |
| 2005 | Debrecín, Maďarsko             | 22. říjen 2005    | Francie            | Rusko              | Maďarsko               | -                                                         |
| 2006 | Bělehrad, Srbsko               | 28. říjen 2006    | Rusko              | Francie            | Španělsko Srbsko       | -                                                         |
| 2007 | Minsk, Bělorusko               | 27. říjen 2007    | Francie            | Rusko              | Bělorusko Polsko       | -                                                         |
| 2008 | Moskva, Rusko                  | 25. květen 2008   | Francie            | Mongolsko          | Ukrajina Brazílie      | v soutěži startovaly i neevropské týmy (Open)             |
| 2009 | Miskolc, Maďarsko              | 3. říjen 2009     | Rusko              | Francie            | Maďarsko               | -                                                         |
| 2010 | Vídeň, Rakousko                | 25. duben 2010    | Itálie             | Polsko             | Ukrajina Francie       | od roku 2010 součástí hlavního turnaje mistrovství Evropy |
| 2011 | Istanbul, Turecko              | 24. duben 2011    | Francie            | Německo            | Turecko Ukrajina       | -                                                         |
| 2012 | Čeljabinsk, Rusko              | 29. duben 2012    | Rusko              | Francie            | Turecko Německo        | -                                                         |
| 2013 | Budapešť, Maďarsko             | 28. duben 2013    | Nizozemsko         | Francie            | Německo Rusko          | -                                                         |
| 2014 | Montpellier, Francie           | 27. duben 2014    | Francie            | Německo            | Polsko Slovinsko       | -                                                         |
| 2015 | Baku, Ázerbájdžán              | 28. červen 2015   | Francie            | Německo            | Itálie Slovinsko       | součást I. Evropských her                                 |
| 2016 | Kazaň, Rusko                   | 24. duben 2016    | Polsko             | Rusko              | Německo Francie        | -                                                         |
| 2017 | Varšava, Polsko                | 23. duben 2017    | Francie            | Polsko             | Chorvatsko Německo     | -                                                         |